# Thirunalloor Karunakaran
Thirunalloor Karunakaran (en malayalam തിരുനല്ലൂർ കരുണാകരൻ, 8 d'octubre de 1924-5 de juliol de 2006) va ser un poeta i erudit indi de l'estat de Kerala.